# پروژه حکمرانی سامانه زمین
پروژه حکمرانی سامانه زمین یک برنامه تحقیقاتی علمی اجتماعی میان رشته‌ای و بلندمدت است که در ابتدا تحت نظارت برنامه بین‌المللی ابعاد انسانی در تغییر جهانی محیط زیست توسعه یافته‌است که در ژانویه ۲۰۰۹ آغاز شد.
پروژه حکمرانی سامانه زمین در حال حاضر از شبکه‌ای تشکیل شده‌است که حدود ۳۰۰ نفر فعال و حدود ۲۳۰۱ محقق غیرمستقیم از تمام قاره‌ها در آن شرکت داشتند. اتحاد تحقیقاتی جهانی به بزرگ‌ترین شبکه تحقیقاتی علوم اجتماعی در حوزه حکمرانی و تغییرهای محیطی جهانی تبدیل شده‌است. از سال ۲۰۱۵ بخشی از پلتفرم تحقیقاتی بین‌المللی آینده زمین است. دفتر پروژه بین‌المللی در دانشگاه اوترخت هلند میزبانی می‌شود.